# 斯特龍巴斯嶺
60°42′S 45°39′W / 60.700°S 45.650°W
斯特龍巴斯嶺（英語：Strombus Ridge），是南極洲的山嶺，位於南奧克尼群島的西格尼島，處於延森嶺以南0.6公里，由英國南極名稱諮詢委員會命名，現時由南極條約體系管理。